# 16599 Shorland
16599 Shorland este un asteroid din centura principală de asteroizi.

## Descriere
16599 Shorland este un asteroid din centura principală de asteroizi. A fost descoperit pe 20 ianuarie 1993 la Yatsugatake de Yoshio Kushida și Osamu Muramatsu. Asteroidul prezintă o orbită caracterizată de o semiaxă mare de 2,87 ua, o excentricitate de 0,19 și o înclinație de 4,7° în raport cu ecliptica.